# Joan Guillem Truyols
Joan Guillem Truyols Mascaró (* 11. listopadu 1989, Manacor, Mallorca, Baleáry, Španělsko) je španělský fotbalový obránce, od roku 2016 hráč kyperského klubu AEK Larnaka. Hraje na postu stopera (středního obránce).

## Klubová kariéra
- RCD Mallorca (mládež)
- RCD Mallorca B 2008–2010
- Villarreal CF 2010–2013
- Real Murcia 2013–2014
- RCD Mallorca 2014–2016
- AEK Larnaka 2016–[2]